# Fußball-Ostasienmeisterschaft 2010
| Fußball-Ostasienmeisterschaft 2010 2010 East Asian Football Championship |                                                              |
|                                                                          |                                                              |
| Anzahl Nationen                                                          | 10 (4 Endrundenteilnehmer)                                   |
| Ostasienmeister                                                          | VR China                                                     |
| Austragungsort                                                           | Tokio, Japan                                                 |
| Eröffnung                                                                | 6. Februar 2010                                              |
| Endspiel                                                                 | 14. Februar 2010                                             |
| Tore                                                                     | 17 (Ø: 2,83 pro Spiel)                                       |
| Torschützenkönige                                                        | Qu Bo, Lee Dong-gook Lee Seung-ryul, Keiji Tamada, je 2 Tore |

Die vierte Ausgabe der Fußball-Ostasienmeisterschaft, offiziell East Asian Football Championship 2010, wurde vom 6. bis zum 14. Februar 2010 in der japanischen Hauptstadt Tokio ausgetragen. Vier Mannschaften aus dem ostasiatischen Raum qualifizierten sich für die Endrunde. Davon waren Südkorea, VR China und Japan bereits gesetzt. Bei der Qualifikation in Taiwan konnte sich Hongkong durchsetzen.
Die Qualifikationsrunde wurde in zwei Gruppenphasen ausgespielt. In einer Vorqualifikation spielten die vier verbandsschlechtesten Teams um einen freien Platz in der zweiten Runde. An dieser nahmen auch die übrigen drei nicht für die Endrunde gesetzten Teams teil. Der Sieger qualifizierte sich für die Endrunde. Der Ostasienmeister wurde durch Gruppenspiele ermittelt.
China gewann das Turnier vor Südkorea und Japan. Für die Chinesen war es nach 2005 der zweite Titel.

## Austragungsort
Austragungsstätte der Endturnierspiele waren das Olympiastadion sowie das Ajinomoto-Stadion in Tokio. Japan war nach der ersten Ausgabe 2003 zum zweiten Mal Gastgeber der Endrunde.
Die erste Qualifikationsspiele wurde in Yona auf (Guam) ausgetragen. Die zweite Qualifikationsrunde wurde in Kaohsiung auf Taiwan ausgespielt.

## Turnier

### Erste Qualifikationsrunde
| Pl. | Land               | Sp. | S | U | N | Tore    | Diff. | Punkte |
| --- | ------------------ | --- | - | - | - | ------- | ----- | ------ |
| 1.  | Guam               | 3   | 2 | 1 | 0 | 005:300 | +2    | 07     |
| 2.  | Mongolei           | 3   | 2 | 0 | 1 | 006:300 | +3    | 06     |
| 3.  | Macau              | 3   | 1 | 1 | 1 | 009:500 | +4    | 04     |
| 4.  | Nördliche Marianen | 3   | 0 | 0 | 3 | 003:120 | −9    | 0      |

|                            |   |                    |           |
| 11. März 2009 um 04:30 Uhr |   |                    |           |
| Macau                      | – | Nördliche Marianen | 6:1 (4:1) |
| 11. März 2009 um 07:00 Uhr |   |                    |           |
| Guam                       | – | Mongolei           | 1:0 (1:0) |
| 13. März 2009 um 04:30 Uhr |   |                    |           |
| Mongolei                   | – | Macau              | 2:1 (0:0) |
| 13. März 2009 um 07:00 Uhr |   |                    |           |
| Guam                       | – | Nördliche Marianen | 2:1 (1:0) |
| 15. März 2009 um 04:30 Uhr |   |                    |           |
| Nördliche Marianen         | – | Mongolei           | 1:4 (0:2) |
| 15. März 2009 um 07:00 Uhr |   |                    |           |
| Guam                       | – | Macau              | 2:2 (1:1) |

| Bester Torhüter   | Bester Abwehrspieler | Bester Torschütze      | Wertvollster Spieler | Fair-Play-Award    |
| ----------------- | -------------------- | ---------------------- | -------------------- | ------------------ |
| Brett Maluwelmeng | Munkhbat Chimeddorj  | Chan Kin Seng (4 Tore) | Jason Cunliffe       | Nördliche Marianen |

Guam qualifizierte sich somit für die zweite Runde.

#### Zweite Runde
| Pl. | Land                       | Sp. | S | U | N | Tore    | Diff. | Punkte |
| --- | -------------------------- | --- | - | - | - | ------- | ----- | ------ |
| 1.  | Hongkong                   | 3   | 2 | 1 | 0 | 016:000 | +16   | 07     |
| 2.  | Nordkorea                  | 3   | 2 | 1 | 0 | 011:300 | +8    | 07     |
| 3.  | Chinesisch Taipeh (Taiwan) | 3   | 1 | 0 | 2 | 005:800 | −3    | 03     |
| 4.  | Guam                       | 3   | 0 | 0 | 3 | 004:250 | −21   | 0      |

|                              |   |           |            |
| 23. August 2009 um 09:30 Uhr |   |           |            |
| Nordkorea                    | – | Guam      | 9:2 (6:2)  |
| 23. August 2009 um 12:00 Uhr |   |           |            |
| Taiwan                       | – | Hongkong  | 0:4 (0:2)  |
| 25. August 2009 um 09:30 Uhr |   |           |            |
| Hongkong                     | – | Nordkorea | 0:0        |
| 25. August 2009 um 12:00 Uhr |   |           |            |
| Taiwan                       | – | Guam      | 4:2 (1:2)  |
| 27. August 2009 um 09:30 Uhr |   |           |            |
| Hongkong                     | – | Guam      | 12:0 (6:0) |
| 27. August 2009 um 12:00 Uhr |   |           |            |
| Taiwan                       | – | Nordkorea | 1:2 (0:1)  |

| Bester Torhüter | Bester Abwehrspieler | Bester Torschütze    | Wertvollster Spieler | Fair-Play-Award |
| --------------- | -------------------- | -------------------- | -------------------- | --------------- |
| Ho Kwok Chuen   | Ri Kwang-chon        | Chan Siu Ki (5 Tore) | Gerard Ambassa Guy   | Nordkorea       |

### Endrunde
| Pl. | Land                | Sp. | S | U | N | Tore    | Diff. | Punkte |
| --- | ------------------- | --- | - | - | - | ------- | ----- | ------ |
| 1.  | Volksrepublik China | 3   | 2 | 1 | 0 | 005:000 | +5    | 07     |
| 2.  | Südkorea            | 3   | 2 | 0 | 1 | 008:400 | +4    | 06     |
| 3.  | Japan               | 3   | 1 | 1 | 1 | 004:300 | +1    | 04     |
| 4.  | Hongkong            | 3   | 0 | 0 | 3 | 000:100 | −10   | 0      |

|                               |   |          |           |
| 6. Februar 2010 um 11:15 Uhr  |   |          |           |
| Japan                         | – | China    | 0:0       |
| 7. Februar 2010 um 11:15 Uhr  |   |          |           |
| Südkorea                      | – | Hongkong | 5:0 (4:0) |
| 10. Februar 2010 um 11:15 Uhr |   |          |           |
| China                         | – | Südkorea | 3:0 (2:0) |
| 11. Februar 2010 um 11:15 Uhr |   |          |           |
| Japan                         | – | Hongkong | 3:0 (1:0) |
| 14. Februar 2010 um 08:30 Uhr |   |          |           |
| Hongkong                      | – | China    | 0:2 (0:1) |
| 14. Februar 2010 um 11:15 Uhr |   |          |           |
| Japan                         | – | Südkorea | 1:3 (1:2) |

| Bester Torhüter | Bester Abwehrspieler | Beste Torschützen                                           | Wertvollster Spieler | Fair-Play-Award |
| --------------- | -------------------- | ----------------------------------------------------------- | -------------------- | --------------- |
| Yang Zhi        | Cho Yong-hyung       | Qu Bo Lee Dong-gook Lee Seung-ryul Keiji Tamada (je 2 Tore) | Du Wei               | Hongkong        |